# Condado de Pingtung

Localização em Taiwan

Condado de Pingtung (chinês: 屏東縣, pinyin: Píngdōng Xiàn) é uma subdivisão administrativa no sul de Taiwan. Ele contém o mais antigo e o maior parque nacional do país, o Parque Nacional de Kenting, estabelecido em 1984. Sua população é de cerca de 800 mil pessoas e a cidade de Pingtung é a capital do condado.